# Vieux cimetière de Vallauris
Le vieux cimetière de Vallauris est l'un des deux cimetières communaux de Vallauris dans le département des 
Alpes-Maritimes. Il est situé au sud du col Saint Bernard, près du centre ancien de Vallauris. Son entrée principale est dans la « Montée Sainte Anne », une entrée secondaire est au « Vieux chemin Saint Bernard ».

## Histoire et description
Le vieux cimetière est disposé en terrasses en pente ; il possède des tombes à enfeu et est très peu végétalisé. Il présente encore une statuaire de la fin du XIXe siècle et quelques chapelles familiales.

## Personnalités inhumées
- Antoine Ambrosio-Donnet (1887-1915), sculpteur.
- * Adrien (1892-1923) et Henri Roustan (1894-1923), deux lieutenants qui périrent dans la tragédie de Dixmude en 1923 (tombe de Jérôme Lendy).
- Robert Bassac (1910-1940), comédien.
- Jacques Bergier (1912-1978), auteur du Matin des magiciens avec Louis Pauwels.
- Jean Marais (1913-1998), acteur. Sa tombe est surmontée d'une sculpture représentant un sphinx à cornes. Sous un soleil une petite croix est gravée sous sa signature en cursives dorées.
- Roger Capron (1922-2006), céramiste.